# Sermersheim
Sermersheim è un comune francese di 945 abitanti situato nel dipartimento del Basso Reno nella regione del Grand Est.

## Società

### Evoluzione demografica
Abitanti censiti